# Trædballe
Trædballe var egentlig en bebyggelse i den østlige ende af Skibet Sogn i Vejle Kommune; men allerede før kommunalreformen var Vejle købstad vokset helt ud til sognegrænsen.
Trædballe var førhen kendt for Trædballehus og den zoologiske have.
 Der er for få eller ingen kildehenvisninger i denne artikel, hvilket er et problem. Du kan hjælpe ved at angive troværdige kilder til de påstande, som fremføres i artiklen.

55°42′52.49″N 9°30′48.1″Ø / 55.7145806°N 9.513361°Ø